# Cmentarz żydowski w Grodkowie
Cmentarz żydowski w Grodkowie – kirkut znajduje się w Grodkowie przy ul. Krakowskiej. Został założony w XIX wieku. W czasie okupacji hitlerowskiej został zdewastowany. Na jego terenie znajdują się obecnie domy mieszkalne. Kirkut ma powierzchnię 8,23 ha.